# Riccordia
Riccordia és un gènere d'ocells de la subfamília dels troquilins (Trochilinae) dins la família dels troquílids (Trochilidae), endèmic de la zona del Carib.

## Taxonomia
La major part de les espècies situades dins aquest gènere, eren antany assignades al gènere Chlorostilbon. Un estudi filogenètic molecular publicat el 2014 demostrà que Chlorostilbon era un tàxon polifilètic.
Al revisar la classificació es van traslladar varies espècies des de Chlorostilbon fins al recuperat gènere Riccordia, juntament al colibrí capblau del monotípic gènere Cyanophaia. El gènere Riccordia havia estat introduït el 1854 per l'ornitòleg alemany Ludwig Reichenbach amb el colibrí maragda de Cuba com a espècie tipus. Reichenbach va basar el nom del gènere en l'epítet específic de l'espècie tipus, ricordii, que havia estat escollit per Paul Gervais per honrar el cirurgià-naturalista francès Alexandre Ricord (nascut el 1798).
 Dues espècies extingides, el colibrí maragda de Brace i el colibrí maragda de Gould, no havien estat incloses als estudis filogenètics i, per tant, la seva ubicació és incerta.
Segons la classificació del Congrés Ornitològic Internacional, versió 14.1, 2024 aquest gènere està format per cinc espècies:
- Colibrí capblau (Riccordia bicolor).
- Colibrí maragda de Puerto Rico (Riccordia maugaeus).
- Colibrí maragda de Cuba (Riccordia ricordii).
- Colibrí maragda de la Hispaniola (Riccordia swainsonii).
- Colibrí maragda de Brace † (Riccordia bracei).

L'extint colibrí maragda de Gould (Riccordia elegans), de vegades tractat com una subespècie de Riccordia bracei, es coneix únicament per l'exemplar tipus, que és únic i d'origen geogràfic desconegut. Freqüentment és considerat un "tàxon d'estat incert" o "tàxon dubtós", encara que alguns autors afirmen fermament la seua validesa.